# Зникла (фільм)
«Зникла» (англ. Last Seen Alive) — американський фільм режисера Браяна Ґудмена, що вийшов 2022 року. Стрічка розповідає про пошуки чоловіком своєї жінки, що зникла посеред білого дня на автозаправці. У головній ролі — Джерард Батлер.

## Сюжет
Подружжя багатого підприємця Вілла та Ліз Спанн переживає складні часи, через що чоловік везе дружину до її батьків, де вона хоче певний час пожити окремо від нього. Але наприкінці дороги Ліз раптово зникає на автозаправці. Вілл обшукує всю територію заправки, безрезультатно телефонує їй на телефон і запитує оточуючих, чи не бачив її хтось. Він дзвонить у місцеве відділення поліції, щоб повідомити про її зникнення, і сам продовжує пошуки, не здогадуючись, куди заведе його це загадкове зникнення. 

## У ролях
| Актор             | Роль                    |
| ----------------- | ----------------------- |
| Джерард Батлер    | Вілл Спанн              |
| Джеймі Александер | Ліз Спанн               |
| Рассел Горнсбі    | Детектив Патерсон       |
| Ітан Ембрі        | Наклз                   |
| Майкл Ірбі        | Оскар                   |
| Брюс Альтман      | Баррі Адамс, батько Ліз |
| Сінді Гоган       | Анна Адамс, мати Ліз    |